# موج سواری و اسکیت سفر جاده ای باب اسفنجی
موج سواری و اسکیت سفر جاده ای باب اسفنجی یک بازی ویدیویی باب اسفنجی شلوار مکعبی بر اساس قسمت فرار جاده ای باب اسفنجی است. این بازی ویدیویی توسط بلیتز گیمز در ایکس باکس ۳۶۰ و شرکت ساباراسا در نینتندو دی اس ساخته شده و توسط تی اچ کیو منتشر شده است.  این اولین بازی باب اسفنجی در ایکس باکس است که از کینکت استفاده می کند.

## طرح
در حالت داستانی ، باب اسفنجی و پاتریک سفر جاده ای دیوانه وار خود را به ساحل از طریق نمایش پرده ای که منجر به به سبک بازی می شود ، دوباره زنده می کنند. در حالت چالش ، یک بازیکن می تواند سبک آزاد را انجام دهد و دنیای جدیدی را که قبلاً در آن ندیده است ، در بیکینی باتم کشف کند .

## بازخورد
این بازی نظرات مختلفی را دریافت کرده است. اندرو هیوارد از مجله رسمی ایکس باکس این بازی ویدیویی را مرور کرد و نوشت: "موج سواری و سفر جاده ای برای چند ساعت سرگرمی ، مخصوصاً برای طرفداران جوان باب اسفنجی ، همچنان یک انتخاب مناسب و معقول در کینکت است."  مایک از سایت 123Kinect.com به این بازی ویدئویی امتیاز ۵ از ۱۰ را داده است. پس از این او نوشت: "اگر شما یا بچه هایتان با معامله پا خوب هستید ، پس این یک بازی متوسط است ، ممکن است به آنها کاری برای یک یا دو روز بدهد اما احتمالاً همین خواهد بود. اگر شما حتماً آن را در سبد خرید دارید منتظر می مانم.»  بررسی کامان مدیا سنس از این بازی ویدیویی تاکید داشت که بازی سرگرم کننده است اما فراموش نشدنی است. 